# Денисковичи (Брянская область)
Денисковичи — село в Злынковском районе Брянской области, административный центр Денисковичского сельского поселения. 
 Расположено в 13 км к югу от Злынки. Население — 536 человек (2010).
Имеется отделение почтовой связи, сельская библиотека.

## История
Упоминается с первой половины XVII века как село в составе Чолховской волости; в XIX веке — владение Савельевых. Храм Архангела Михаила упоминается с начала XVIII века; последнее здание храма было построено в 1872 году (не сохранилось).
Со второй половины XVII века до 1781 года входило в Топальскую сотню Стародубского полка; затем в Новоместском, Новозыбковском (с 1809) уезде (с 1861 года — в составе Денисковичской волости, с 1923 в Злынковской волости). С конца XIX века работала земская школа.
В 1929—1939 гг. состояло в Новозыбковском районе, затем в Злынковском, при временном упразднении которого (1959—1988) — вновь в Новозыбковском. До 2005 года являлось центром Денисковичского сельсовета.
| Годы      | 1859 | 1892 | 1901 | 1926 | 1979 | 1989 | 2002 | 2010 |
| --------- | ---- | ---- | ---- | ---- | ---- | ---- | ---- | ---- |
| Население | 1720 | 3406 | 3884 | 2860 | 950  | 774  | 651  | 536  |

## Известные уроженцы
- Нахабин, Василий Павлович - Герой Социалистического Труда